# Jules Bastin
Jules Bastin (* 18. August 1933 in Pont-Ligneuville, Bellevaux-Ligneuville; † 2. Dezember 1996 in Waterloo) war ein belgischer Opernsänger in der Stimmlage Bass.

## Leben
Nach dem Schulbesuch in Stavelot und einem anschließenden Aufenthalt in Belgisch-Kongo, wurde während eines Konzerts, der Tenor Frédéric Anspach (1908–1977) auf den jungen Sänger aufmerksam. Danach wurde er dessen Student am Königlichen Konservatorium in Brüssel, wo er seine Stimmlage im Bass ausarbeitete. 1960 erhielt er ein erstes Engagement am Brüsseler Opernhaus La Monnaie/De Munt. Später wurde er Nachfolger von Anspach als Leiter des Königlichen Konservatoriums in Brüssel und übernahm auch eine Gesangsklasse.
Nachdem er 1962 Gewinner des neunten Internationalen Gesangswettbewerbs von ’s-Hertogenbosch war, gab er Konzerte in London unter der Leitung des Dirigenten Colin Davis und trug ein reichhaltiges Repertoire von Stücken von Hector Berlioz vor. Danach hatte er zahlreiche Auftritte in verschiedenen Opernhäusern, großen Konzertoratorien und Liederabenden. Seine szenische Präsenz, seine Diktion, sein Körperbau, seine seltene Kenntnis der Lyrik führten dazu, dass er weltweite Engagements und Gastauftritte hatte.
Weite Bekanntheit erreichte er durch Auftritte in Opern von Wolfgang Amadeus Mozart, aber auch durch die Darstellung des „Baron Ochs“ in einer Inszenierung von Der Rosenkavalier von Richard Strauss aus dem Jahr 1962 und als „Großinquisitor“ in Giuseppe Verdis Don Carlos. Zu seinem Erfolg trugen auch Schallplattenaufnahmen bei wie zum Beispiel von La Périchole von Jacques Offenbach und Le prophète von Giacomo Meyerbeer bei.
Weitere Erfolge hatte er in La damnation de Faust, Roméo et Juliette und Benvenuto Cellini von Berlioz. Während seines langjährigen Engagements am Brüsseler Opernhaus und anderen Opernhäusern in Europa und den USA sang er unter der Leitung von Dirigenten wie Pierre Boulez und Herbert von Karajan.
Bei der 2005 ausgestrahlten Fernsehsendung Les plus grands Belges (Der größte Belgier) des Senders RTBF wurde er auf Platz 75 gewählt.